# Peregu Mare

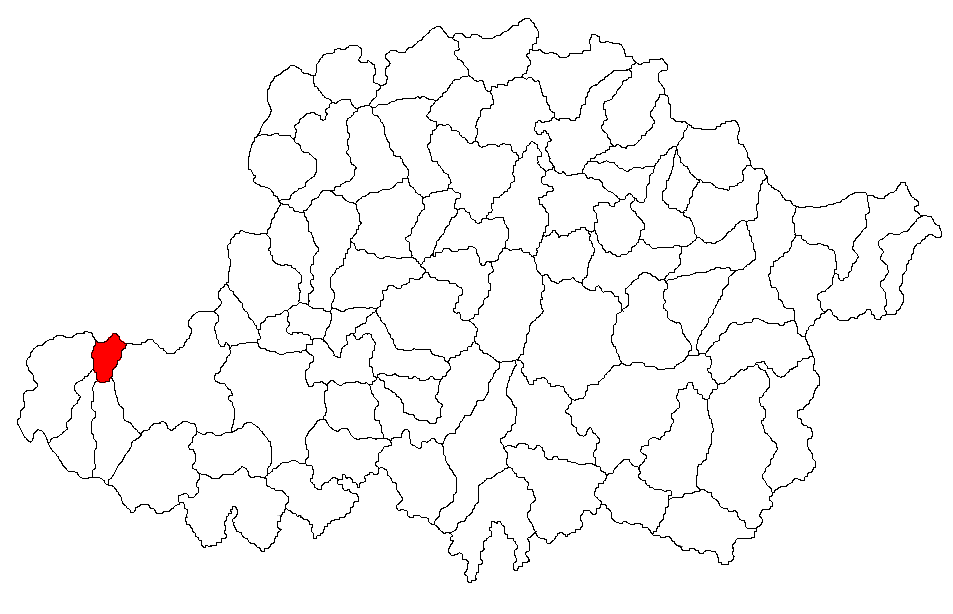
Lage der Gemeinde Peregu Mare im Kreis Arad

Peregu Mare (deutsch Deutschpereg auch Großpereg, ungarisch Németpereg oder Nagy Pereg) ist eine Gemeinde im Kreis Arad, Kreischgebiet, Rumänien. Zu der Gemeinde Peregu Mare gehört auch das Dorf Peregu Mic.

## Geografische Lage
Peregu Mare liegt im Kreis Arad, etwa ein Kilometer nördlich der rumänischen Autobahn A1 dicht an der Grenze zu Ungarn, in 38 Kilometer Entfernung zur Kreishauptstadt Arad.

## Nachbarorte
| Ungarn | Ungarn                                      | Peregu Mic |
| Ungarn | Kompassrose, die auf Nachbargemeinden zeigt | Sederhat   |
| Nădlac | Semlac                                      | Pecica     |

## Geschichte
Die Ortschaft wurde 1241 erstmals urkundlich erwähnt. Der Wardeiner Erzdechan Rogerius erwähnte den Ort Perg in seinem Werk „Carmen miserabile“ anlässlich der Tatareneinfälle.
Varianten der Ortsbezeichnung waren im Laufe der Jahre Mognu Villa Perg (1241), Perek (1320 und 1520), Nagy Pereg (1828–1851). Andere Schreibweisen des Namens waren Beregh, Perek, Füperek, Puszta Nagy-Beregh, Deutschpereg, Nemethpereg. Nach der Dreiteilung des Banats am 4. Juni 1920 infolge des Vertrags von Trianon fiel Großpereg an das Königreich Rumänien. Anfangs war Peregu German und dann Peregu Mare die amtliche Bezeichnung.
Die Ansiedlung von Deutschen erfolgte 1852, als 189 Familien aus Nieder- und Oberösterreich angesiedelt wurden. 1864 kamen neue Familien aus Südmähren und aus der Tschaslauer Gegend in Böhmen hinzu.
Bekannt war Großpereg für seine Pferdezucht. Deshalb wurde es auch „Klein-Mezöhegyes“, nach dem bekannten ungarischen Pferdegestüt, genannt. Sowohl die ungarische als auch die rumänische Armee kauften für ihre Kavallerie und Artillerie im Banat die Pferde in Großpereg ein.

## Demografie
| 1880 | 3174 | 2   | 2380 | 356 | 436                |
| 1910 | 3222 | 18  | 1944 | 588 | 672                |
| 1930 | 3131 | 63  | 1653 | 616 | 799                |
| 1977 | 2540 | 176 | 1353 | 344 | 667                |
| 1992 | 2058 | 320 | 1040 | 143 | 555                |
| 2002 | 1800 | 389 | 838  | 83  | 490                |
| 2021 | 1538 | 509 | 608  | 38  | 383 (113 Slowaken) |